# Ulotrichopus
Ulotrichopus là một chi bướm đêm thuộc họ Erebidae.

## Loài
- Ulotrichopus catocala (Felder và Rogenhofer, 1874) (đồng nghĩa Ulotrichopus caupona (Möschler, 1883))
- Ulotrichopus dinawa Bethune-Baker, 1906 (đồng nghĩa Ulothrichopus dinava Hampson, 1913
- Ulotrichopus longipalpus Joicey và Talbot, 1915
- Ulotrichopus lucidus Pinhey, 1968
- Ulotrichopus marmoratus Griveaud và Viette, 1961
- Ulotrichopus mesoleuca (Walker, 1858) (đồng nghĩa: Ulotrichopus tortuosus Wallengren, 1860)
- Ulotrichopus meyi Kühne, 2005
- Ulotrichopus nigricans Laporte, 1973
- Ulotrichopus ochreipennis (Butler, 1878)
- Ulotrichopus phaeoleucus Hampson, 1913
  - Ulotrichopus phaeoleucus griseus Kühne, 2005
- Ulotrichopus phaeopera Hampson, 1913
- Ulotrichopus primulina (Hampson, 1902)
- Ulotrichopus pseudocatocala (Strand, 1918) (đồng nghĩa Ulotrichopus tessmanni Gaede, 1936
- Ulotrichopus pseudomarmoratus Kühne, 2005
- Ulotrichopus recchiai Berio, 1978
- Ulotrichopus rama (Moore, 1885) (đồng nghĩa: Ulotrichopus sumatrensis A.E. Prout, 1928)
- Ulotrichopus tinctipennis (Hampson, 1902)
- Ulotrichopus trisa (Swinhoe, 1899)
- Ulotrichopus usambarae Kühne, 2005
- Ulotrichopus variegata (Hampson, 1902)
- Ulotrichopus varius Kühne, 2005

## Formerly placed here
Ulotrichopus maccvoodi Hampson, 1913 hiện tại được coi là đồng nghĩa của 
Catocala sponsalis Walker, 1858.